# Beaucaire, Gers
 Beaucaire  là một xã thuộc tỉnh Gers trong vùng Occitanie tây nam nước Pháp. Xã này có độ cao trung bình 97 mét trên mực nước biển.